# 제25회 부산국제영화제

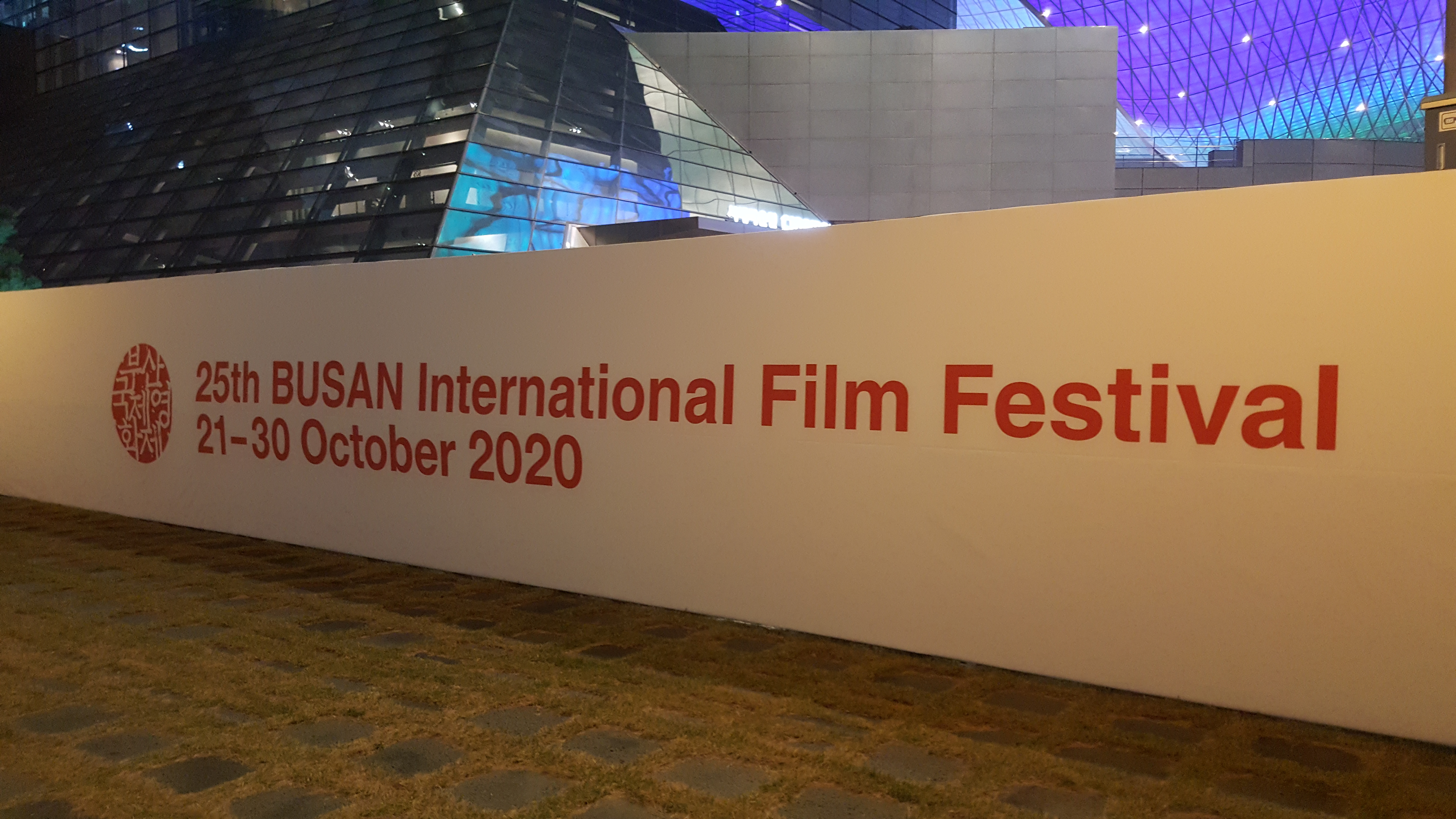

제25회 부산국제영화제는 2020년 10월 21일부터 2020년 10월 30일까지 열린 영화제이다. 영화의전당 5개 스크린에서 개최되었다.

## 수상

### 뉴 커런츠상
- 유코의 평형추 - 유지로 하루모토 수상
- 쓰리 - 박 루슬란 수상

### 지석상
- 성스러운 물 - 나비드 마흐무디 수상
- 잔혹한 도축장 - 아바스 아미니 수상

### 선재상
- 조지아 - 제이 박 수상
- 호랑이 - 카비주램 퓨레브-오기어 수상

### 넷팩상 (아시아영화진흥기구상)
- 파이터 - 윤재호 수상

### 국제영화비평가연맹상
- 희미한 여름 - 한슈아이 수상

### 올해의 배우상
- 기쁜 우리 여름날 - 지수 수상
- 파이터 - 임성미 수상

### 플래시 포워드상
- 타이거즈 - 몬니 산달 수상

### 비프 메세나상
- 생존의 기술 - 미나 케샤바르츠 수상
- 재춘언니 - 이수정 수상

비프메세나상 특별언급
- 셀프-포트레이트 2020 - 이동우 수상

### 한국영화감독조합상- 메가박스상
- 어른들은 몰라요 - 이환 수상
- 좋은 사람 - 정욱 수상

### KTH상
- 최선의 삶 - 이우정 수상
- 어른들은 몰라요 - 이환 수상

### KBS독립영화상
- 라임크라임 - 이승환 수상
- 라임크라임 - 유재욱 수상

### CGV 아트하우스상
- 좋은 사람 - 정욱 수상

### CGK&삼양XEEN상
- 최선의 삶 - 이재우 수상

갈라 프레젠테이션
- 미나리 - 정이삭
- 스파이의 아내 - 구로사와 기요시
- 트루 마더스 - 가와세 나오미
- 화양연화 - 왕가위
- 사랑 뒤의 사랑 - 허안화아이콘
- 눈물의 소금 - 필립 가렐
- 뉴 오더 - 미셸 프랑코
- 도망친 여자 - 홍상수
- 데이즈 - 차이밍량
- 먼바다까지 헤엄쳐 가기 - 지아장커
- 미나마타 만다라 - 하라 카즈오
- 시티 홀 - 프레더릭 와이즈먼
- 어나더 라운드 - 토마스 빈터베르그
- 운디네 - 크리스티안 페촐트
- 친애하는 동지들! - 안드레이 콘찰로프스키
- 태양의 아이들 - 마지드 마지디
- 퍼스트 카우 - 켈리 라이카트
- 하이파의 밤 - 아모스 기타이
- 호퍼/웰즈 - 오손 웰즈아시아영화의 창
- 18킬로헤르츠 - 파르캇 샤리포브
- 200 미터스 - 아민 나이페
- 거미의 독 - 에브라힘 이라자드
- 고독의 맛 - 조셉 수
- 구름 위에 살다 - 아오야마 신지
- 그래, 혼자서 간다 - 오키타 슈이치
- 나의 엄마 - 리동메이
- 너를 정리하는 법 - 나와폰 탐롱라타라닛
- 노랑 고양이 - 아딜칸 에르자노프
- 닌텐도의 죽음 - 라야 마틴
- 마토의 자전거 - 엠 가니
- 명랑고딩 - 칼 글렌 바릿
- 몽중인 - 푸트라마 투타
- 바다의 시 - 레즈완 샤리아 섬밋
- 사로잡히다 - 수만 먹호파드히야
- 사탄은 없다 - 모함마드 라술로프
- 사탕수수의 맛 - 아난트 마하데반
- 성스러운 물 - 나비드 마흐무디
- 수업시대 - 차이타니아 탐하네
- 우리가 말하지 않은 것 - 이시이 유야
- 위험한 등반 - 사날 쿠마르 사시다란
- 이정표 - 이반 아이르
- 잔혹한 도축장 - 아바스 아미니
- 질주 - 웨이슈준
- 티벳의 바람 - 다드렌 왕걀
- 파리다의 노래 - 욜킨 투이치에브
- 페이퍼 타이거 - 쿠옥 바오 트란
- 프놈펜 스토리 - 제세 미셀리
- 핑키를 찾습니다 - 프리트비 코나누르
- 해질 무렵 - 사토야마 분지
- 행복캠프 - 탄 비 티암
- 너의 눈이 말하고 있어 - 미키 타카히로뉴 커런츠
- 개와 정승 사이 - 마웅 순
- 언덕 위의 소녀 - 아람 샤흐바잔
- 유리창의 나비 - 수지트 비다리
- 유코의 평형추 - 유지로 하루모토
- 최선의 삶 - 이우정
- 하라미 - 샤이엠 마디라주
- 함정도시 - 엘빈 아디고젤
- 휴가 - 이란희
- 희미한 여름 - 한슈아이
- 쓰리 - 박 루슬란한국영화의 오늘 - 파노라마
- 강철비2 : 정상회담 확장판 - 양우석
- 남산의 부장들 - 우민호
- 다만 악에서 구하소서 - 홍원찬
- 달이 지는 밤 - 김종관 외 1명
- 매미소리 - 이충렬
- 반도 - 연상호
- 빛나는 순간 - 소준문
- 사냥의 시간 - 윤성현
- 사라진 시간 - 정진영
- 세 자매 - 이승원
- 스프링 송 -

### 유준상
- 애비규환 - 최하나
- 인간증명 - 김의석
- 지푸라기라도 잡고 싶은 짐승들 - 김용훈
- 청산, 유수 - 신동일한국영화의 오늘 - 비전
- 그대 너머에 - 박홍민
- 기쁜 우리 여름날 - 이유빈
- 라임크라임 - 이승환
- 아워 미드나잇 - 임정은
- 어른들은 몰라요 - 이환
- 온 세상이 하얗다 - 김지석
- 종착역 - 권민표 외 1명
- 좋은 사람 - 정욱
- 태어나길 잘했어 - 최진영
- 파이터 - 윤재호
- 라임크라임 - 유재욱월드 시네마
- 가가린 - 파니 리에타르 외 1명
- 그 가족의 비밀 - 하비에르 푸엔테스-레온
- 그녀는 내일 죽는다 - 에이미 세이메츠
- 나르시스의 수난 - 브루스 라 브루스
- 나쁜 놈 - 피터 두라운티스
- 나의 사랑스러운 혁명가 - 로드리고 세풀베다
- 난 울지 않아 - 피오트르 도마루스키
- 내가 가장 좋아하는 전쟁 - 일제 부르코브스카 야콥슨

### 내일은 세상
줄리아 폰 하인츠
- 너를 데리고 갈게 - 헤이디 에윙
- 노웨어 스페셜 - 우베르토 파솔리니
- 단순한 열정 - 다니엘 아르비드
- 더 나쁜 녀석들 - 안더스 올름 외 1명
- 디거 - 게오르기스 그리고라키스
- 또 하나의 전쟁 - 지오바니 알로이
- 라 포르탈레사 - 호르헤 티엘렌 아르만드
- 러브 어페어 : 우리가 말하는 것, 우리가 하는 것 - 엠마누엘 무레
- 리슨 - 아나 호샤 드 소우사
- 베로니카 - 레오나르도 메델
- 베를린 알렉산더 광장 - 부란 쿠바니
- 붉은 땅 - 파리드 벤투미
- 비기닝 - 디 쿨룸비가쉴리
- 비탄의 정글 - 유레네 올라이졸라
- 슬라롬 - 샬린 파비에
- 시네마의 죽음 그리고 나의 아버지도 - 대니 로젠버그
- 이브라힘 - 사미르 게스미
- 암모나이트 - 프란시스 리
- 어쩌다 조폭 - 폴 머피
- 열여섯 봄 - 수잔 랭동
- 왕들의 그날 밤 - 필립 라코테
- 우리 아버지 - 클라우디오 노체
- 일과 나날 (시오타니 계곡의 시오지리 다요코의) - C.W. 윈터 외 1명
- 전원, 승차! - 기욤 브락
- 주둥이들 - 미스터 와조
- 죽음의 종소리 - 이마놀 라요
- 카사블랑카 록앤롤 - 이스마엘 엘 이라키
- 쿠오 바디스, 아이다 - 야스밀라 즈바니치
- 테디 - 뤼도빅 부케르마
- 폴링 - 비고 모텐슨
- 함께 하기 위한 준비들 - 릴리 호바스
- 환상적인 그녀 - 루크 이브
- 황혼 속에서 - 샤루나스 바르타스플래시 포워드
- 나디아, 나빌레라 - 파스칼 플랜트
- 라이벌 - 마르쿠스 렌스
- 마깔루조 다섯 자매 - 엠마 단테
- 멀리서 죽어가는 거북이의 기술 - 줄리오 알베스
- 사랑의 유효기간 - 알렉산더 밀로 비쇼프
- 짐승들의 마을 - 나엘 마랑뎅
- 타이거즈 - 몬니 산달
- 팔미라 - 이반 볼로트니코브
- 포식자들 - 피에트로 카스텔리토
- 허공답보 - 파울 베네가스와이드 앵글- 한국단편 경쟁
- Wolves - 이승완 외 2명
- 나무 - 조현서
- 달팽이 - 김태양
- 바람 어디서 부는지 - 김지혜
- 연극 수업 - 강유민
- 울렁울렁 울렁대는 가슴안고 - 안재홍
- 이주선 - 오유빈
- 조지아 - 제이 박
- 화천 - 장민준
- 희지의 세계 - 이효정
- 히로 - 장준영와이드 앵글-아시아단편 경쟁
- 구름은 아직도 저기에 - 미키 라이
- 내 마음의 햇살 - 산 다넥
- 성경캠프 - 카일 니에바
- 소녀 칸야 - 아푸르바 사티시
- 외계인 빈 - 오스틴 팜
- 죽여주는 남자 - 피터슨 바가스
- 항상 그렇게 - 샤디 카람루디
- 허수아비 - 라제시 프라사드 카트리
- 호랑이 - 카비주램 퓨레브-오기어
- 환승 - 아리그 아남 칸와이드 앵글-다큐멘터리 경쟁
- 미시마 vs. 전공투: 마지막 논쟁 - 도요시마 케이스케
- 미싱타는 여자들 : 전태일의 누이들 - 이혁래 외 1명
- 밤의 아이들 - 베흐루즈 누라니푸르
- 보이지 않는 해안 - 치 자오

### 사상
박배일
- 생존의 기술 - 미나 케샤바르츠
- 셀프-포트레이트 2020 - 이동우
- 송해 1927 - 윤재호
- 스쿨 타운 래퍼 - 와타나푸메 라이수완차이
- 암탉이 울면 - 다빈
- 재춘언니 - 이수정
- 친애하는 홍콩 - 앤슨 호이샨 막와이드 앵글-다큐멘터리 쇼케이스
- 군산전기 - 문승욱 외 1명
- 나의 몸 - 미켈레 페네타
- 나의 촛불 - 김의성 외 1명
- 니얼굴 - 서동일
- 반트럼프 투쟁 - 엘리스 스타인버그 외 2명
- 소총과 가방 - 아리아 로테 외 2명
- 야상곡 - 잔프란코 로시
- 요양원 비밀요원 - 마이테 알베르디
- 좋은 빛, 좋은 공기 - 임흥순
- 지금, 홍콩 - 주 빙
- 피폭의 연대 - 리티 판
- 행복의 속도 - 박혁지
- 화가와 도둑 - 벤자민 리오픈 시네마
- 대무가 : 한과 흥 - 이한종
- 도둑맞은 발렌타인 - 첸위슌
- 소울 - 피트 닥터 외 1명
- 아사다 가족 - 나카노 료타
- 끈 - 다니엘레 루체티
- 썸머 85 - 프랑소와 오종특별 상영
- 너의 눈이 말하고 있어 - 미키 타카히로칸 2020
- 가가린 - 파니 리에타르 외 1명
- 나디아, 나빌레라 - 파스칼 플랜트
- 나쁜 놈 - 피터 두룬치스
- 단순한 열정 - 다니엘 아르비드
- 러브 어페어 : 우리가 말하는 것, 우리가 하는 것 - 엠마누엘 무레
- 반도 - 연상호
- 붉은 땅 - 파리드 벤투미
- 비기닝 - 디 쿨룸비가쉴리
- 소울 - 피트 닥터 외 1명
- 슬라롬 - 샬린 파비에
- 시네마의 죽음 그리고 나의 아버지도 - 대니 로젠버그
- 이브라힘 - 사미르 게스미
- 암모나이트 - 프란시스 리
- 어나더 라운드 - 토마스 빈터베르그
- 열여섯 봄 - 수잔 랭동
- 질주 - 웨이슈준
- 칠중주: 홍콩 이야기 - 홍금보 외 6명
- 테디 - 뤼도빅 부케르마
- 트루 마더스 - 가와세 나오미
- 폴링 - 비고 모텐슨
- 화양연화 - 왕가위
- 황혼 속에서 - 샤루나스 바르타스
- 썸머 85 - 프랑소와 오종